# 2022-es műkorcsolya- és jégtánc-világbajnokság
A dél-franciaországi Montpellier Sud de France Arenájában rendezték meg 2022. március 21. és március 27. között a műkorcsolya- és jégtánc-világbajnokságot 38 nemzet részvételével.

## A versenyszámok időrendje
A világbajnokság hivatalosan 4 versenynapból és a vasárnapi gálaműsorból állt. A versenyszámok eseményei helyi idő szerint (UTC +01:00):
| 2022. március 23., szerda        | 2022. március 24., csütörtök       | 2022. március 25., péntek      | 2022. március 26., szombat       | 2022. március 27., vasárnap |
| -------------------------------- | ---------------------------------- | ------------------------------ | -------------------------------- | --------------------------- |
| 11:10 Női egyéni rövid programja | 11:30 Férfi egyéni rövid programja | 11:00 Jégtáncosok ritmustánca  | 10:55 Férfi egyéni szabadprogram | 14:30 Gálaműsor             |
| 17:45 Nyitóünnepség              |                                    |                                | 17:05 Jégtáncosok szabadtánca    | 14:30 Gálaműsor             |
| 18:30 Párosok rövid programja    | 19:16 Párosok szabadprogramja      | 18:00 Női egyéni szabadprogram |                                  | 14:30 Gálaműsor             |

## A versenyen részt vevő nemzetek
A versenyen 38 nemzet 153 sportolója – 75 férfi és 78 nő – vett részt, az alábbi megbontásban:
| Részt vevő nemzetek férfi/nő megbontásban | Részt vevő nemzetek férfi/nő megbontásban | Részt vevő nemzetek férfi/nő megbontásban | Részt vevő nemzetek férfi/nő megbontásban | Részt vevő nemzetek férfi/nő megbontásban | Részt vevő nemzetek férfi/nő megbontásban | Részt vevő nemzetek férfi/nő megbontásban | Részt vevő nemzetek férfi/nő megbontásban | Részt vevő nemzetek férfi/nő megbontásban | Részt vevő nemzetek férfi/nő megbontásban | Részt vevő nemzetek férfi/nő megbontásban | Részt vevő nemzetek férfi/nő megbontásban |
| ----------------------------------------- | ----------------------------------------- | ----------------------------------------- | ----------------------------------------- | ----------------------------------------- | ----------------------------------------- | ----------------------------------------- | ----------------------------------------- | ----------------------------------------- | ----------------------------------------- | ----------------------------------------- | ----------------------------------------- |
| nemzet                                    | F                                         | N                                         | nemzet                                    | F                                         | N                                         | nemzet                                    | F                                         | N                                         | nemzet                                    | F                                         | N                                         |
| Amerikai Egyesült Államok                 | 8                                         | 8                                         | Egyesült Királyság                        | 4                                         | 4                                         | Kínai Köztársaság                         | 0                                         | 1                                         | Spanyolország                             | 3                                         | 2                                         |
| Ausztrália                                | 1                                         | 2                                         | Észtország                                | 2                                         | 2                                         | Lengyelország                             | 2                                         | 2                                         | Svájc                                     | 1                                         | 2                                         |
| Ausztria                                  | 2                                         | 3                                         | Finnország                                | 1                                         | 2                                         | Lettország                                | 2                                         | 2                                         | Svédország                                | 1                                         | 1                                         |
| Azerbajdzsán                              | 2                                         | 2                                         | Franciaország                             | 4                                         | 3                                         | Litvánia                                  | 1                                         | 1                                         | Szlovákia                                 | 2                                         | 1                                         |
| Belgium                                   | 0                                         | 1                                         | Grúzia                                    | 3                                         | 3                                         | Magyarország                              | 2                                         | 2                                         | Szlovénia                                 | 0                                         | 1                                         |
| Bosznia-Hercegovina                       | 1                                         | 1                                         | Hollandia                                 | 1                                         | 2                                         | Mexikó                                    | 1                                         | 0                                         | Törökország                               | 1                                         | 0                                         |
| Bulgária                                  | 0                                         | 1                                         | Izrael                                    | 3                                         | 2                                         | Németország                               | 2                                         | 2                                         | Új-Zéland                                 | 1                                         | 1                                         |
| Ciprus                                    | 0                                         | 1                                         | Japán                                     | 5                                         | 5                                         | Olaszország                               | 4                                         | 3                                         | Ukrajna                                   | 3                                         | 2                                         |
| Csehország                                | 1                                         | 2                                         | Kanada                                    | 7                                         | 6                                         | Örményország                              | 1                                         | 1                                         |                                           |                                           |                                           |
| Dél-Korea                                 | 2                                         | 2                                         | Kazahsztán                                | 1                                         | 1                                         | Románia                                   | 0                                         | 1                                         |                                           |                                           |                                           |

F = férfi, N = nő
Az orosz–ukrán háború következtében a Nemzetközi Korcsolyázó Szövetség eltiltotta az orosz és belarusz sportolókat a versenyzéstől.

## Eredmények

### Éremtáblázat
| #        | nemzet                          | arany | ezüst | bronz | összesen |
| 1        | Japán (JPN)                     | 2     | 2     | 0     | 4        |
| 2        | Amerikai Egyesült Államok (USA) | 1     | 1     | 3     | 5        |
| 3        | Franciaország (FRA)             | 1     | 0     | 0     | 1        |
| 4        | Belgium (BEL)                   | 0     | 1     | 0     | 1        |
| 5        | Kanada (CAN)                    | 0     | 0     | 1     | 1        |
| összesen | összesen                        | 4     | 4     | 4     | 12       |

### Éremszerzők
| versenyszám  | arany                                                         | ezüst                                                           | bronz                                                    |
| Férfi egyéni | Uno Sóma Japán (JPN)                                          | Kagijama Juma Japán (JPN)                                       | Vincent Zhou Amerikai Egyesült Államok (USA)             |
| Női egyéni   | Szakamoto Kaori Japán (JPN)                                   | Loena Hendrickx Belgium (BEL)                                   | Alysa Liu Amerikai Egyesült Államok (USA)                |
| Páros        | Amerikai Egyesült Államok (USA) Alexa Knierim Brandon Frazier | Japán (JPN) · Miura Riku · Kihara Rjuicsi                       | Kanada (CAN) · Vanessa James · Eric Radford              |
| Jégtánc      | Franciaország (FRA) · Gabriella Papadakis · Guillaume Cizeron | Amerikai Egyesült Államok (USA) Madison Hubbell Zachary Donohue | Amerikai Egyesült Államok (USA) Madison Chock Evan Bates |